# Pardon Saint-Guénolé
Le pardon Saint-Guénolé est un pardon breton qui se déroule chaque année depuis 1919 à Batz-sur-Mer (Loire-Atlantique, France).

## Description
Le pardon Saint-Guénolé est fêté le troisième dimanche d’août depuis 1919. Il est placé sous le patronage de Guénolé de Landévennec, saint breton décédé vers 532. Le pardon a remplacé une procession religieuse plus ancienne et inclut, depuis 1919, une bénédiction du sel lors de la messe, qui se poursuit par le défilé de la noce paludière en costumes traditionnels et une fête s’inscrivant dans la culture bretonne, au parc du Petit Bois.

## Organisation
Gérée par une association, l’édition de 2023 a mobilisé plus de cent bénévoles et accueilli près de 3 000 spectateurs.

## Affiches
|  |  |  |